# Národní park Sierra Nevada
Národní park Sierra Nevada  (Parque nacional de Sierra Nevada) se nachází v pohoří Sierra Nevada, sdílené mezi provinciemi Granada (65 procent parku) a Almería (35 procent), které jsou obě součástí španělského autonomního společenství Andalusie. Táhne se ze západu od údolí Lecrín přes La Alpujarru v provincii Granada, a dále na východ do oblasti Río Nacimiento v provincii Almería. Je součástí chráněné krajinné oblasti ještě větší, a to Přírodního parku Sierra Nevada. S 780 702 návštěvníky ročně (údaj z roku 2015) je Sierra Nevada v návštěvnosti na šestém místě mezi španělskými národními parky.

## Orografie
Některé vrcholky hor se vypínají nad 3000 metry. Vyskytuje se zde na 60 druhů rostlin, které jsou v této oblasti endemity. Společně s mnoha dalšími druhy zvířat, jako jezevci a divokými kočkami tu prosperuje také populace kozorožce iberského.
V parku je možné provozovat řadu různých aktivit, a to včetně lyžování nebo snowboardingu v lyžařském středisku Sierra Nevada. V nabídce je po celý rok mnoho dalších atrakcí: v zimě například backcountry lyžování, sjezdové sáňkování a jízda na saních tažených psy, a v dalších ročních obdobích pak pěší turistika, horolezectví, lezení, paragliding, jízda na koni po stezkách, sledování kozorožců a pozorování ptáků.

## Zdroje
V areálu parku se nachází také botanická zahrada Cortijuela, botanické centrum Hoya de Pedraza, jež obě spravuje regionální vláda Andalusie, nebo botanická zahrada Sierra Nevada ve správě Granadské univerzity. Všechny zmíněné instituce věnují zvláštní péči studiu a ochraně místních endemických druhů.
Národní park Sierra Nevada je jediným místem Španělska, kterému se podařilo dostat do nominace v soutěži o Sedm přírodních divů světa.

## Vegetace
Sierra Nevada je na evropském kontinentu rájem plným výjimečné flóry a biologické rozmanitosti, a to obzvláště vzhledem k jejímu strategickému biogeografickému umístění v západní části Středomoří, její zeměpisné izolaci, jejímu obrovskému rozsahu výškových pásem a rozmanitosti ekologických nik. Roste zde 2100 popsaných druhů rostlin, z nichž 116 patří mezi velmi ohrožené. Jeden z nejvíce reprezentativních endemických druhů Sierry Nevady je Plantago nivalis.
Tento národní park je jednou z pilotních oblastí, kde se odebírají vzorky k mezinárodnímu výzkumnému projektu GLORIA, dlouhodobé studii o alpské floře zaměřené na posuzování dopadů změn klimatu na biologickou rozmanitost velehor.

## Galerie

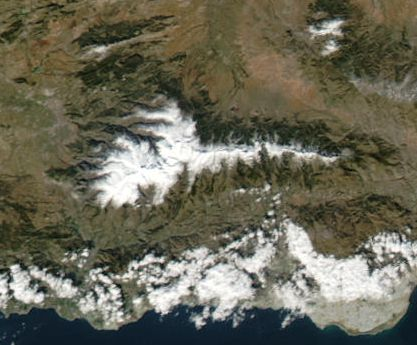
Satelitní snímek Sierry Nevady - horský řetěz je vidět uprostřed; pod ním jsou viditelné mraky zanesené větrem z jihovýchodu
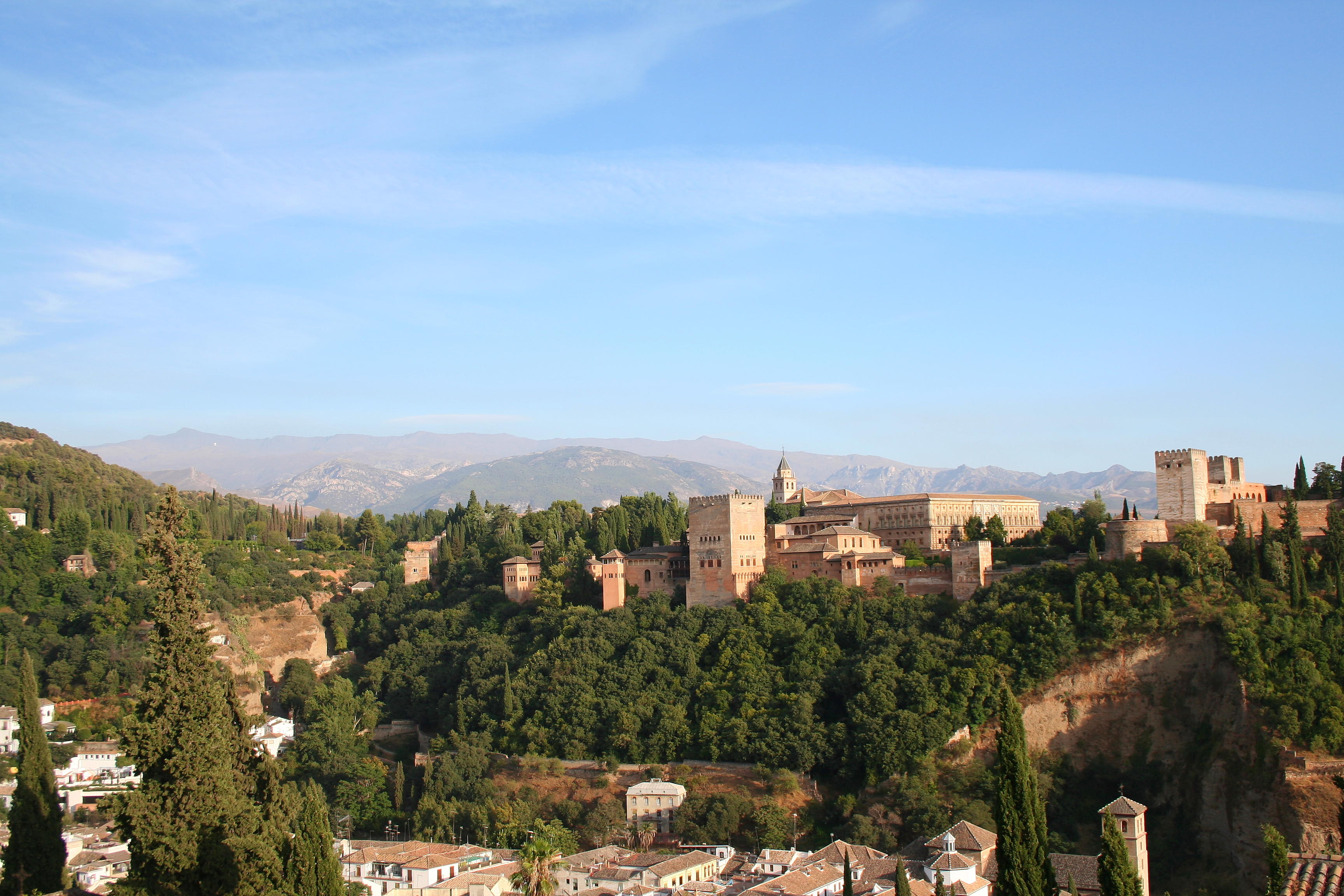
Pohled na pohoří Sierra Nevada a Alhambra od Mirador de San Nicolas v Granadě
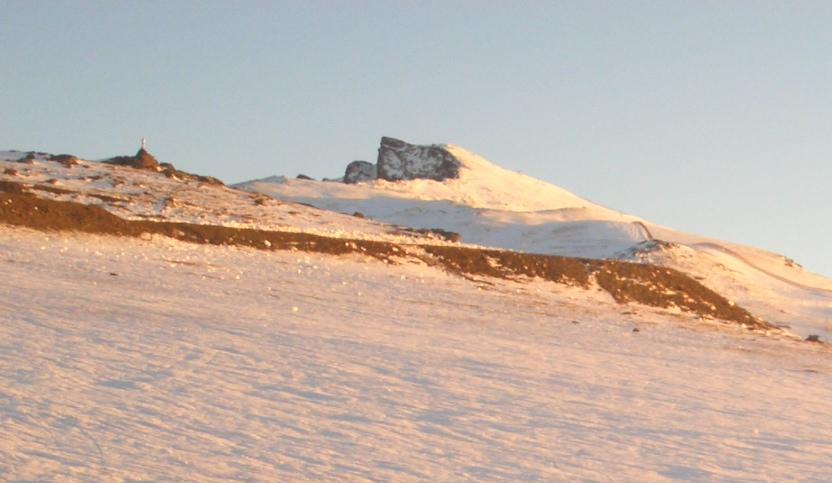
Vrchol Veleta při pohledu z Hoya de la Mora
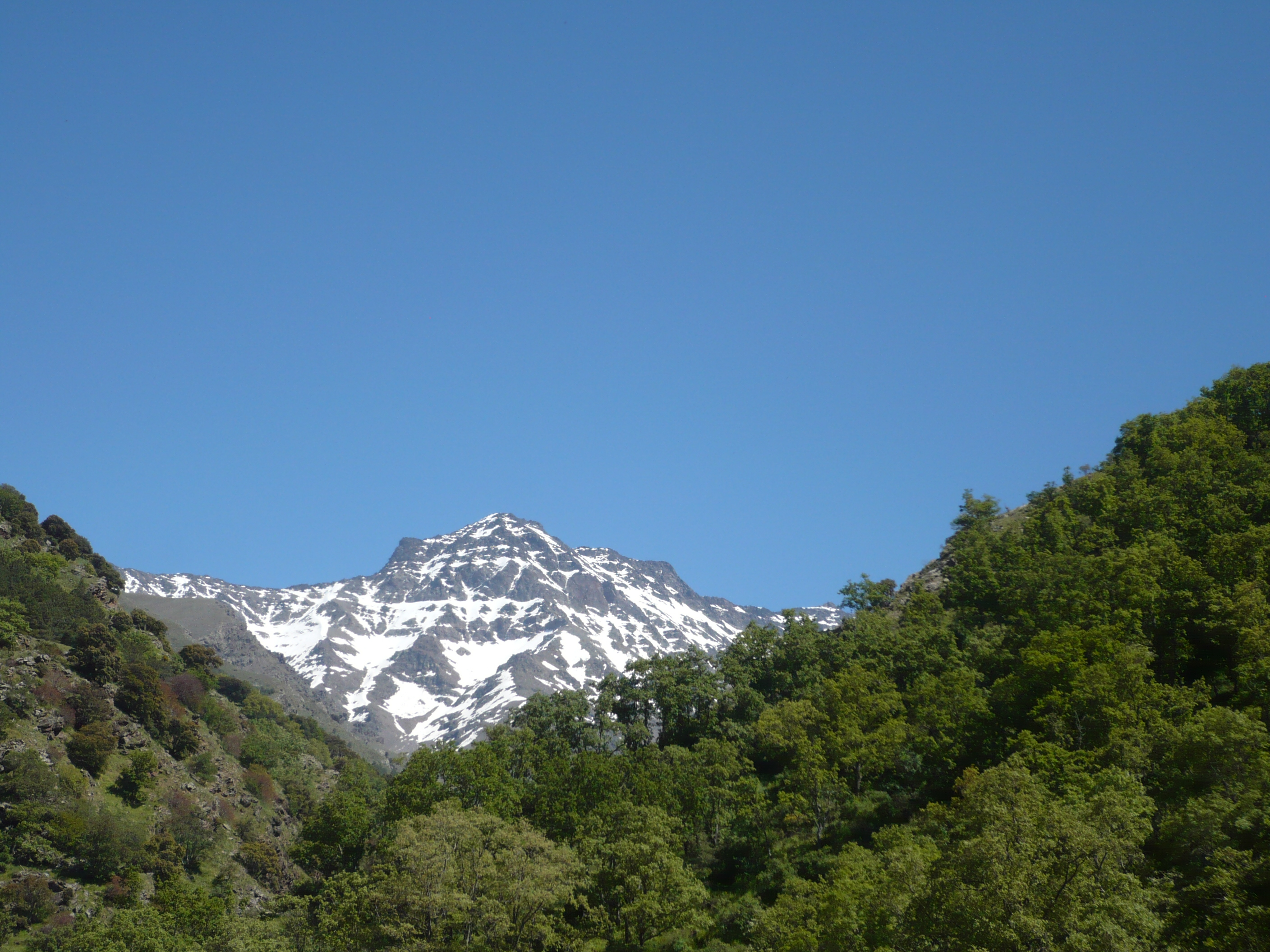
Výhled na Sierru Nevadu z treku Vereda de la Estrella.
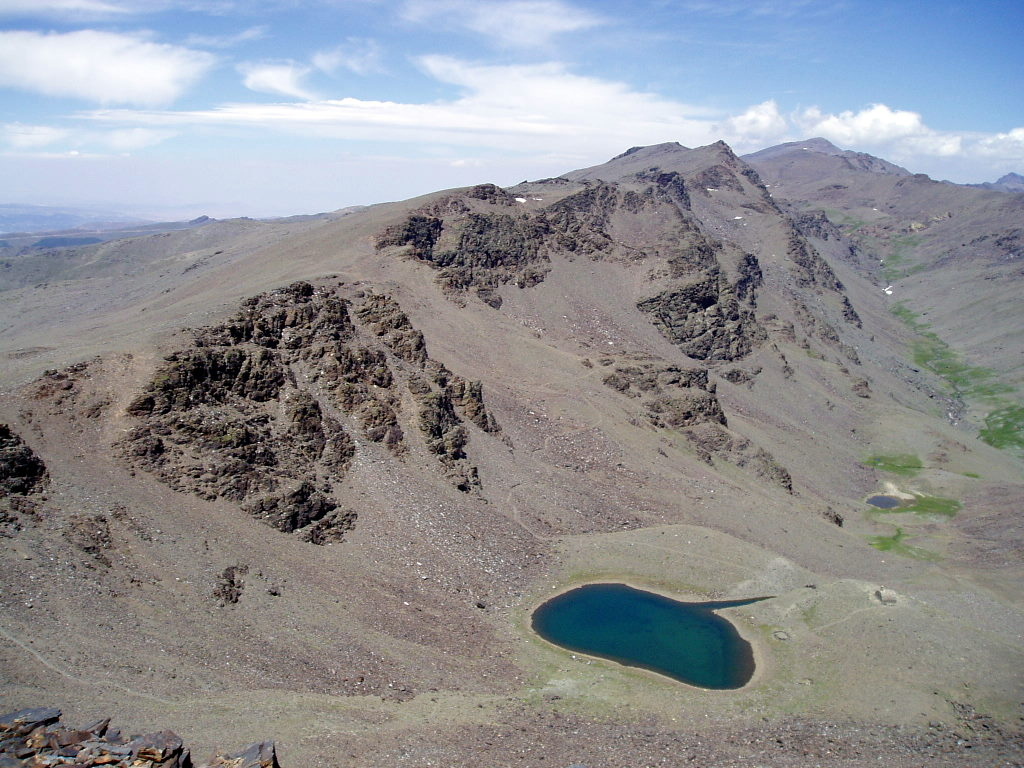
Laguna del Caballo